# Kina ved sommer-OL 1984
Kina deltog i Sommer-OL 1984 i Los Angeles, som blev arrangeret i perioden 28. juli til 12. august 1984. Det var Folkerepublikken Kinas første deltagelse i OL siden en symbolsk deltagelse ved sommer-OL 1952, hvor uenighederne om brugen af navnet Kina begyndte mellem Folkerepublikken og Republikken Kina og resulterede i, at alle deltagere fra Republikken blev trukket ud af disse lege. I årene derefter havde Folkerepublikken boykottet legene på grund af Taiwans deltagelse under navnet Republikken Kina. Imidlertid deltog Taiwan i 1984~legene under navnet Kinesisk Taipei, hvilket åbnede for Folkerepublikken Kinas deltagelse under navnet Kina.
Kina deltog med 215 sportsudøvere, 132 mænd og 83 kvinder, der stillede op i 105 konkurrencer i 19 sportsgrene. Den første guldmedalje, der blev uddelt ved legene, var Kinas første OL-medalje nogensinde og gik til Xu Haifeng i pistol, 50 m. Den mest vindende atlet fra Kina ved legene var Li Ning, der vandt seks medaljer i gymnastik, tre guld, to sølv og en bronze, hvilketgav ham tilnavnet "Gymnasternes prins" i hjemlandet.

## Medaljeoversigt
| 1984 Los Angeles | Guld | Sølv | Bronze | Total |
| Kina             | 15   | 8    | 9      | 32    |

### Medaljevindere
| Medalje | Navn | Sport        | Disciplin                      |
| ------- | --- | ------------ | ------------------------------ |
| Guld    | Xu Haifeng | Skydning     | Pistol, 50 m                   |
| Guld    | Zeng Guoqiang | Vægtløftning | 52 kg klassen                  |
| Guld    | Wu Shude | Vægtløftning | 56 kg klassen                  |
| Guld    | Li Yuwei | Skydning     | Bevægeligt mål, 50 m           |
| Guld    | Chen Weiqiang | Vægtløftning | 60 kg klassen                  |
| Guld    | Wu Xiaoxuan | Skydning     | Riffel, 50 m                   |
| Guld    | Yao Jingyuan | Vægtløftning | 67,5 kg klassen                |
| Guld    | Luan Jujie | Fægtning     | Fleuret                        |
| Guld    | Li Ning | Gymnastik    | Øvelser på gulv Bensving Ringe |
| Guld    | Lou Yun | Gymnastik    | Spring over hest               |
| Guld    | Ma Yanhong | Gymnastik    | Forskudt barre                 |
| Guld    | Hou Yuzhu Jiang Ying Lang Ping Li Yanjun Liang Yan Su Huijuan Yang Xiaojun Yang Xilan Zhang Rongfang Zheng Meizhu Zhou Xiaolan Zhu Ling                                    | Volleyball   | Kvinder                        |
| Guld    | Zhou Jihong | Udspring     | 10 m (tårnspring)              |
| Sølv    | Li Lingjuan | Bueskydning  | Individuelt                    |
| Sølv    | Tan Liangde | Udspring     | 3 m vippe                      |
| Sølv    | Zhou Peishun | Vægtløftning | 52 kg klassen                  |
| Sølv    | Lai Runming | Vægtløftning | 56 kg klassen                  |
| Sølv    | Tong Fei | Gymnastik    | Reck                           |
| Sølv    | Lou Yun Tong Fei Li Ning Xu Zhiqiang Li Xiaoping Li Yuejiu Zou Limin | Gymnastik    | Hold, herrer                   |
| Sølv    | Li Ning | Gymnastik    | Spring over hest               |
| Sølv    | Lou Yun | Gymnastik    | Øvelser på gulv                |
| Bronze  | Zhu Jianhua | Atletik      | Højdespring                    |
| Bronze  | Li Kongzheng | Udspring     | 10 m (tårnspring)              |
| Bronze  | Li Ning | Gymnastik    | Samlet individuelt             |
| Bronze  | Wu Xingjiang Liu Yumei Chen Jing Zhang Weihong Gao Xiumin Wang Linwei Liu Liping Zhang Peijun Sun Xiulan Li Lan Wang Mingxing Chen Zhen Guo Yingze He Jianping Zhu Juefeng | Håndbold     | Kvinder                        |
| Bronze  | Song Xiaobo Lijuan Xiu Chen Juefang Zheng Haixia Qiu Chen Li Xiaoqin Zhang Hui Cong Xuedi Zhang Yueqin Ba Yan Wang Jun Liu Qing                                            | Basketball   | Kvinder                        |
| Bronze  | Ma Yahong Zhou Qiurui Zhou Ping Chen Yongyan Huang Qun Wu Jiani Zou Limin                                                                                                  | Gymnastik    | Hold, kvinder                  |
| Bronze  | Wang Yifu | Skydning     | Pistol, 50 m                   |
| Bronze  | Huang Shiping | Skydning     | Bevægeligt mål, 50 m           |
| Bronze  | Wu Xiaoxuan | Skydning     | Luftgevær, 10 m                |